# Pea Ridge (Wirginia Zachodnia)
Pea Ridge – jednostka osadnicza w Stanach Zjednoczonych, w stanie Wirginia Zachodnia, w hrabstwie Cabell.